# Noemí Santana
Noemí Santana Perera (Las Palmas de Gran Canaria, 31 de enero de 1984) es una política española, exdiputada en el Parlamento de Canarias y exconsejera de Derechos Sociales, Igualdad, Diversidad y Juventud del Gobierno de Canarias. Desde 2017 es también secretaria general de Podemos Canarias. En la actualidad es diputada de Podemos  en la XV legislatura de las Cortes Generales por Las Palmas.

## Biografía

### Primeros años
Nacida el 31 de enero de 1984 en Las Palmas de Gran Canaria, se licenció en Administración y Dirección de Empresas por la Universidad de Las Palmas de Gran Canaria (ULPGC). Formó parte del colectivo estudiantil Asamblea de Estudiantes, así como del colectivo ecologista Échale Mojo y la Asamblea Popular de Gran Canaria.

### Inicios en Nueva Canarias
Se afilió en 2007 a Nueva Canarias (NC), partido en el que ejerció de secretaria de Juventudes y formó parte de la Ejecutiva Nacional. Candidata en el número 6 de la lista de NC para las elecciones municipales de 2011 en su ciudad natal, se marchó poco después de NC, comenzando a militar en distintas organizaciones de la izquierda canaria. En 2011 empezó a trabajar como auxiliar administrativa en Ferrocarriles de Gran Canaria.

### Podemos
Asistente a la primera asamblea de Podemos en su ciudad, se unió entonces a la formación.
Cabeza de la lista de Podemos por Gran Canaria en las elecciones al Parlamento de Canarias de 2015, resultó elegida diputada de la novena legislatura del parlamento regional, convirtiéndose a su vez en la portavoz del grupo en la cámara.
En junio de 2017 se presentó a las primarias a la secretaría general de Podemos Canarias. Venció en el proceso a Concepción Monzón y a Juan Márquez, cosechando un 37 % de los votos emitidos, frente al 30 % y 26,8 % de los otros dos candidatos, respectivamente. Sucedió en dicha función a Meri Pita.
En mayo de 2019, tras obtener el acta de diputada por Gran Canaria en las elecciones autonómicas de Canarias como cabeza de lista de Unidas Podemos, forma el denominado “Gobierno de las flores”, encabezado por el socialista Ángel Víctor Torres, en el que es designada consejera de Derechos Sociales, Igualdad, Diversidad y Juventud del Gobierno de Canarias.
En octubre de 2022 vuelve a presentarse a las primarias de Podemos Canarias para repetir por tercera vez como candidata a la Presidencia del Gobierno de Canarias, para las elecciones al Gobierno de Canarias, celebradas el 28 de mayo de ese año. No consiguió representación.

### Movimiento Sumar
Al no conseguir ningún escaño y quedarse fuera del hemiciclo canario, presentó su candidatura para representar a la provincia de Las Palmas en el Congreso de los Diputados por la confluencia de Sumar después de que el presidente Pedro Sánchez anunciara el adelanto electoral para el mes de julio de los comicios previstos para diciembre tras el descalabro de la izquierda en los resultados obtenidos en las municipales y autonómicas.
El 23 de julio consiguió un escaño que la convierte en la única diputada canaria electa por el partido liderado por Yolanda Díaz. Pero termina abandonando dicho partido continuando como diputada del grupo mixto adscrita a Podemos.